# Liberté contractuelle en droit français
 (décembre 2018).
Si vous disposez d'ouvrages ou d'articles de référence ou si vous connaissez des sites web de qualité traitant du thème abordé ici, merci de compléter l'article en donnant les références utiles à sa vérifiabilité et en les liant à la section « Notes et références ».
La liberté contractuelle est une notion née du principe de droit dit de l'autonomie de la volonté. De ce principe découle l'idée selon laquelle les parties sont libres de contracter ou de ne pas contracter. Par ailleurs, lorsque la décision de contracter est prise, la personne est libre de contracter avec la personne de son choix. 
Selon la théorie de la philosophie juridique, la volonté humaine est en elle-même sa propre loi, créatrice de sa propre obligation. Celui qui décide de contracter et qui a, de ce fait, choisi son cocontractant est libre de déterminer la nature et le contenu de son contrat en consentant avec son cocontractant. Il va sans dire que la liberté contractuelle est revêtue d'une double dimension. La première est de fond et la seconde est de forme. C'est l'examen  de cette double dimension qui va déterminer l'exercice de cette liberté. Dans le souci d'éviter une confusion de compréhension, il est utile de se pencher sur la liberté contractuelle dans le contrat de vente. Il faut comprendre par avance la notion de contrat de vente qui se définit comme étant une convention par laquelle l'un s'oblige à livrer une chose, et l'autre à la payer (article 1582 du code civil français).

## Existence de la volonté
En France, l'article 1102 du Code civil dispose que : « Chacun est libre de contracter ou de ne pas contracter, de choisir son cocontractant et de déterminer le contenu et la forme du contrat dans les limites fixées par la loi. (...) ».
Au regard de cette disposition, nous constatons de prime abord que la dimension de fond est exprimée par une triple faculté.

### Volonté de contracter
La volonté de contracter est de prime abord la première faculté à user avant toute autre. Il faut au préalable prendre la décision de contracter.
La volonté est une notion définie comme étant la faculté de déterminer librement ses actes et de les accomplir. En effet, la volonté est une chose qui se réalise personnellement et est constatée par l'accomplissement intentionnel du fait. Ne disons-nous pas habituellement que «je fais ce que je veux» et que «personne ne peut m'obliger à faire ce que je ne souhaite»? C'est de cette façon que nous devons appréhender la notion de la volonté dans le contexte contractuel.
Il s'ensuit que chacun est libre de ses engagements contractuels. En principe, nul ne peut être juridiquement obligé de contracter. Ce qui voudrait dire que personne n'aura été engagé par un contrat que lorsqu'il aura voulu en faire partie. Pour le cas du contrat de vente, avant d'être qualifié de vendeur ou d'acheteur, chacun se décide d'abord de contracter.
À cette théorie de l'autonomie de la volonté, il convient d'apporter la pensée illustrative du philosophe Emmanuel Kant selon laquelle « Dans la pensée de l'auteur, il est le pouvoir qu'a la conscience de se donner elle-même sa propre loi morale et de s'y soumettre ». Ce qui signifie que la volonté individuelle est à elle-même sa loi et constitue la seule source des obligations.
Cependant, l'expression de la volonté de contracter ne suffit pas à elle seule pour faire observer l'exercice total de la liberté contractuelle. Il faut ensuite qu'il y ait eu un choix de la personne avec qui l'on aimerait contracter.

### Choix du cocontractant
Logiquement lié à la volonté de contracter, le choix du cocontractant s'opère après que l'on a exprimé sa volonté de s'engager dans une relation contractuelle.
Disciple de la liberté, le choix du cocontractant se fait dans une liberté absolue en principe. Quand bien même on aurait décidé de contracter, la plus grande liberté est offerte à toute personne de choisir la personne avec qui elle aimerait contracter.  C'est dans cette optique que la Chambre commerciale de la Cour de cassation a déclaré dans son arrêt rendu le 7 avril 1998 que « le concédant a le droit de contracter avec le cocontractant de son choix, sans être tenu de motiver sa décision ni de communiquer les critères selon lesquels ce choix est exercé. »
En effet, nul ne peut être obligé à contracter, encore moins avec une personne non souhaitée. Celui qui décide de contracter ne peut aucunement être obligé à le faire avec une personne qu'il n'aura pas voulu. Si les deux premiers éléments de la faculté découlant de la liberté contractuelle émanent de la pleine volonté individuelle, il n'en est pas ainsi pour le choix de la nature et du contenu du contrat.

### Choix de la nature et du contenu du contrat
Inévitable étape découlant hiérarchiquement des deux facultés de la dimension de fond de la liberté contractuelle, le choix de la nature et du contenu du contrat est conjointement opéré. En effet, il se réalise par le consentement mutuel des personnes qui, individuellement ont décidé de contracter et ensemble. En principe, ce sont les personnes voulant contracter ensemble qui décident de la nature et du contenu du contrat qu'ils souhaiteraient conclure. Ce qui veut dire qu'ils vont s'entendre dès le départ sur le contrat qui les liera courant cette relation juridique particulière avant de s'engager juridiquement. Il faut entendre par nature le type de contrat à conclure. Il peut s'agir d'un contrat de vente, de location immobilière ou mobilière, de travail, d'assurance, de transport, etc.
Quant au contenu, les cocontractants établiront les obligations et droits de chacun, le mode de vie du contrat et éventuellement les mesures d'exécution.
Une fois l'existence de ces trois éléments (faculté donnée à toute personne) sera valablement constatée, cela n'engendrera pas forcément un contrat valable. Il est bien vrai que le contrat nait de ces trois éléments mais il reste en vie à condition que d'autres éléments indispensables soient respectés.
Lorsque nous aurons usé de ces trois étapes, nous ne serons pas d'office dans une relation contractuelle ou du moins notre contrat ne sera pas d'office valable. La validité du contrat quand bien même nous aurons été libre de contracter, est soumise au respect de certaines conditions.

## Validité de la volonté
Désignant la nécessité de préserver la volonté de toute altération, certaines conditions doivent être sans doute respectées pour que soit espéré un contrat valable.
Le code civil français dispose à son article 1128 que : « Sont nécessaires à la validité d'un contrat, le consentement des parties, leur capacité de contracter, un contenu licite et certain ». À tous égards, la validité de la volonté est constatée lorsque sont minutieusement respectés ces éléments dont fait mention le code civil suscité.

### Intégrité du consentement
Le consentement est l'acceptation, l'autorisation ou l'approbation donnée par la personne qualifiée à un acte concernant une autre personne. Cette acceptation doit exister certes mais être exemptée de vice.
En France, l'article 1130 du code civil énumère  l'erreur, le dol et la violence comme vice de consentement .
Le consentement peut bien avoir été donné mais rester vicié par cause d'erreur, de dol ou de violence.
L'erreur est une représentation inexacte de la réalité du contrat qui consiste à croire vrai ce qui est faux ou faux ce qui est vrai. Il y a erreur lorsque le contractant s'est trompé sur les conditions ou modalités du contrat. 
Selon Alain Benabent : « L'erreur commise par un contractant a évidemment pour effet de dénaturer son consentement : s'il avait su, il n'aurait pas contracté. Il n'y a donc pas eu de sa part une réelle volonté de conclure le contrat, du moins ce contrat aux mêmes conditions. ». 
Toute erreur n'est pas prise en compte. L'erreur peut être commise sur la personne du cocontractant, sur l'objet du contrat ou sur les qualités essentielles de la prestation pour les contrats de services (menuiserie, mécanique, etc.). Ainsi l'on peut vouloir conclure avec un professionnel de la vente et on se retrouve dans la relation contractuelle avec un particulier. L'erreur, pour vicier le consentement, doit avoir déterminé le consentement du contractant, elle doit être excusable (la contractant doit avoir eu raison de commettre ladite erreur).
Le consentement peut être vicié ensuite pare le dol. Le dol est le mécanisme par lequel le contractant reçoit le consentement de son cocontractant par des mensonges ou dissimulations intentionnelles d'une information nécessaire. Ce qui veut dire que dans ce mécanisme, le cocontractant a été trompé en vue de consentir au contrat. En effet, le consentement peut bien être donné mais par dol. De ce fait, ledit consentement sera vicié et par conséquent, entachera la validité du contrat. Le dol arrive à vicier le consentement lorsqu'il émane du contractant, lorsqu'il a déterminé la volonté de l'autre partie au contrat et lorsqu'il  a été intentionnellement administré.
Enfin, la violence peut vicier le consentement au contrat. Elle est constituée par une crainte physique ou morale exercée sur la personne du contractant ou sur un membre de sa famille. La violence est cause de nullité de consentement lorsqu'elle a été déterminante et illégitime. Elle peut même émaner d'un tiers au contrat.
Quoique intègre est le consentement, il ne suffit pas à lui seul de valider le contrat. Il faudra que le contractant ait la capacité de contracter ou de passer le contrat souhaité.

### Capacité de contracter
En France, le code civil dispose à son article 1145 que « Toute personne physique peut contracter sauf en cas d'incapacité prévue par la loi... ».
Au clair de cette disposition légale, toute personne peut en principe contracter. Toutefois, l'incapacité peut découler de deux aspects.
D'une part, il peut s'agir d'une incapacité de jouissance de droit, ce qui est très rare ou du moins difficile à observer et d'autre part d'une incapacité d'exercice des droits dont on jouit. L'incapacité d'exercice suppose que l'intéressé n'est pas encore habilité à passer par lui-même un contrat. En revanche, l'incapacité de jouissance suppose que l'intéressé ne bénéficie même pas d'un tel droit encore moins de vouloir le mettre en œuvre. L'article 388 du même code dispose que le mineur est l'individu de l'un ou de l'autre sexe qui n'a point encore l'âge de dix-huit (18) ans accomplis. Ce qui veut dire qu'en principe celui qui n'a pas un minimum de dix-huit ans ne pourra, au regard de la loi française, conclure un contrat car jugé incapable.
Le contrat se verra en principe validé si son contenu est licite et certain après que les deux premiers éléments aient été intégralement respectés.

### Contenu licite et certain
L'objet pour lequel le contrat est formé doit avoir été certain. En effet, la chose ou l'objet doit être déterminé ou déterminable au moment de la conclusion du contrat. Les cocontractants doivent avoir vu ou pris connaissance de l'objet sur lequel ils s'engagent. Qui va acheter un poisson dans l'eau, dit-on? Cela rejoint clairement l'idée de la détermination de l'objet. Dans le contrat de vente alors, les parties doivent savoir ce qui est en vente, sa qualité et sa quantité si possible.
La cause pour laquelle le contrat est formé doit être licite. En effet, cette cause ne doit pas être interdite par la loi ou contraire à l'ordre public encore moins être immorale. L'immoralité renvoie aux causes contraire aux bonnes mœurs. Ce qui revient à l'exigence d'un objet qui soit dans le commerce. La cause du contrat sera illicite s'il s'agissait d'une vente portant sur un corps humain vivant ou mort, entier ou en partie. On peut citer l'exemple d'un contrat de bail immobilier (location d'immeuble) conclu en vue d'en faire une maison de tolérance (maison de prostitution)
Une fois que ces éléments de la volonté son entièrement observés et respectés, le contrat sera en principe valablement conclu.
Le constat est a même de s’apercevoir que la liberté de contracter telle développée est conditionnée par divers aspects minutieux. Le comble serait que nonobstant tout cela, il y a des contrats dont leur conclusion ne s'intéresse pas à la liberté de l'individu. 
L'individu s'engage dans ces types de contrat, quand bien même en nombre exhaustif, sans exprimer vraiment sa totale volonté. Il s'agit d'une part des contrats d'adhésion. C'est un contrat rédigé à avance par l'une des parties, plus puissante économiquement ou socialement, qui le propose à l'adhésion de son cocontractant sans que celui-ci n'ait que la liberté de refuser ou d'accepter le contenu global. Nous avons également les contrats-types, ce qui est quasiment pareil au précédent. Ce contrat est rédigé conformément à un modèle établi par un organisme représentatif de la profession. D'autre part, nous avons les contrats d'assurance qui sont, selon la politique étatique, imposés aux individus. Les individus sont dans certains cas obligés de conclure le contrat. C'est l'exemple de l'obligation au Burkina d'assurer les véhicules terrestres à deux roues en responsabilité civile.